# Bernard Diomède
Bernard Diomède, född 23 januari 1974, är en fransk före detta professionell fotbollsspelare. Under klubblagskarriären spelade han 176 ligamatcher för AJ Auxerre mellan 1992 och 2000. Han representerade även bland andra AC Ajaccio och Liverpool FC innan han avslutade spelarkarriären 2008. Han spelade 8 landskamper för det franska landslaget och var med i truppen som vann VM 1998. Efter spelarkarriären har han tränat en rad franska ungdomslandslag.